# Nemestrinus rubriventris
Nemestrinus rubriventris är en tvåvingeart som först beskrevs av Friedrich Hermann Loew 1873.  Nemestrinus rubriventris ingår i släktet Nemestrinus och familjen Nemestrinidae. Inga underarter finns listade i Catalogue of Life.